# مهره سوخته
مهره سوخته (به انگلیسی: Burn Notice) یک مجموعه تلویزیونی آمریکایی است که توسط مت نیکس ساخته شده است. در این سریال جفری داناوان، گابریله انور، بروس کمپبل و شارون گلس بازی می‌کنند که از ابتدای فصل چهارم کوبی بل هم به آن‌ها اضافه شده است. این سریال اولین بار در ۲۸ ژوئن ۲۰۰۷ از شبکه یو اس ای نتورک پخش شد. در ۷ نوامبر ۲۰۱۲، این مجموعه تلویزیونی برای فصل هفتم و آخر تمدید شد که از تاریخ ۶ ژوئن ۲۰۱۳ پخش آن شروع شده است.

## داستان
عنوان سریال از نام مهره‌های سوخته گرفته شده که در سازمان‌های جاسوسی به فرد یا منبعی گفته می‌شود که دیگر قابل اعتماد نیست. وقتی جاسوس‌ها به مهره سوخته تبدیل می‌شوند تمام ارتباطات آن‌ها با سازمان به حالت تعلیق درآمده و هیچگونه دسترسی به پول ندارند. در ابتدای این سریال نیز گفته می‌شود که وقتی یک جاسوس به مهره سوخته تبدیل می‌شود نه پولی برایش باقی می‌ماند نه اعتبار و نه پشتیبانی دارد و هیچگونه سابقه کاری نیز برای او ثبت نمی‌شود.
داستان دربارهٔ مأمور سابق سازمان جاسوسی آمریکا به نام مایکل وستن با بازی جفری داناوان است که داستان را هم خود وستن تعریف می‌کند. بعد از یک عملیات در نیجریه که وستن دزدیده شده و کتک می‌خورد، او خود را در شهر محلی خود در میامی ایالت فلوریدا می‌بیند. در ابتدا تمام ارتباطات اطلاعاتی او قطع شده و فقط با دوست دختر سابق خود ارتباط دارد و از طریق رئیس سابقش می‌فهمد که شخصی در رده‌های بالای سازمان او را سوزانده و او فقط باید در میامی باشد و اگر شهر را ترک کند دستگیر خواهد شد و اگر در شهر بماند می‌تواند آزاد زندگی کند. وستن برای اینکه بفهمد چه کسی و چرا او را سوزانده، به عنوان یک کارگاه خصوصی و حل‌کننده مشکلات مردم عادی فعالیت خود را آغاز می‌کند تا هزینه لازم برای تحقیق در مورد اینکه چرا در لیست سیاه سازمان است را فراهم کند.
وستن از دوست سابق خود سم اکس دعوت می‌کند که با او همکاری کند. فیونا نیز خود را به جمع آن‌ها اضافه می‌کند و بعضی اوقات مادر مایکل به نام مدلین به آن‌ها کمک می‌کند. مبارزات وستن بیشتر با گروه‌های جنایتکار، کلاهبرداران، قاتلان، دزدان، آدم‌رباها و دلال‌های مواد مخدر و اسلحه است. همزمان مایکل باید سر نخ‌های افرادی که او را سوزانده‌اند نیز دنبال کند.
سریال در چند فصل دو روایت را پیگیری می‌کند: داستان کلی سریال که در مورد چگونگی مهره سوخته شدن مایکل است و داستان‌های معمولی در مورد مشتریانی است که مایکل برای آن‌ها کار می‌کند.

## بازیگران
- جفری داناوان در نقش مایکل وستن: یک مأمور قراردادی سیا که مهره سوخته شده (به عنوان یک مأمور غیرقابل اطمینان و خطرناک) که در شهر خودش (میامی) خود را پیدا می‌کند و نمی‌تواند از شهر خارج شود. بسیار باهوش و با مهارت‌های بالاست. او دو کمربند مشکی در ورزشهای رزمی دارد که یکی از قسمت‌های سریال به این نکته که «سی سال کاراته کار کرده» اشاره می‌کند. او باور دارد که دوران کودکی سخت و ناراحت‌کننده‌ای داشته که به خاطر رفتارهای پدر الکلی او بوده است. مایکل یک برادر جوانتر به نام نیت دارد که در بعضی از قسمت‌های سریال حضور دارد قبل از اینکه در فصل ششم توسط یک تک تیرانداز کشته شود. غذای مورد علاقه مایکل ماست است. او رابطه رمانتیکی نیز با فیونا دارد.
- گابریله انور در نقش فیونا گلنان: یک عامل سابق ارتش آزادیبخش ایرلند و دوست دختر سابق مایکل وستن. زمانی که مایکل در شهر میامی رها می‌شود فیونا دوباره وارد زندگی او می‌شود و تصمیم به ماندن می‌گیرد و فرد مهمی در زندگی مایکل می‌شود. در کنار تخصص ویژه او در اسلحه‌ها و مواد منفجره، او مایکل را در تحقیقاتش برای پیدا کردن اینکه چه کسی او را سوزانده پشتیبانی می‌کند. در قسمت اول او با لهجه ایرلندی صحبت می‌کند اما در قسمت دوم لهجه او به آمریکایی تغییر می‌کند و طرز لباس پوشیدنش نیز عوض می‌شود و سعی می‌کند خود را با شرایط جدید وفق دهد. مت نیکس، سازنده سریال در مورد رابطه مایکل و فیونا می‌گوید:[۸]

مسئله‌ای که در مورد رابطه مایکل و فیونا وجود دارد این است که آنها دو نفر هستن که شخص دیگری را در زندگی ندارند که با او باشند. هر کسی از کارهایی که مایکل می‌کند می‌ترسد اما فیونا از این مسئله خوشش می‌آید. در فصل اول مشخص است که آن دو به هم علاقه دارند اما دلیلی برای جدایی آنها نیز وجود دارد.— مت نیکس
- بروس کمپبل در نقش سم اکس: یک عامل سابق یگان ویژه نیروی دریایی ایالات متحده آمریکا که مشکل مالی دارد. سم بیشتر وقت خود را به خوابیدن با زن‌های پولدار و مسن در میامی می‌گذراند که برای او جا و غذای مجانی به همراه دارد. او و وستن دوستان قدیمی بوده‌اند. سم همچنین تنها ارتباط مایکل در جامعه جاسوسان است. مایکل معمولاً برای کارهایش به او اتکا می‌کند. سم همچنین با نام مستعار چاک فینلی در کارها مشارکت می‌کند. در قسمت اول او به عنوان خبرچین اف‌بی‌آی گزارش کارهای وستن را هم می‌دهد که مایکل با دانستن این قضیه از طریق سم می‌تواند اطلاعات غلط به اف‌بی‌آی دهد و او را تبدیل به مأمور دوجنبه می‌کند. در گذشته سم بخاطر فیونا و بر سر یک محموله اسلحه مبلغ زیادی پول را از دست داده و این دو با هم مشکل دارند اما به مرور به دوستان خوبی تبدیل می‌شوند. سم معمولاً در رابطه‌هایش با زنان از فیونا درخواست مشورت می‌کند.
- شارون گلس در نقش مدلین وستن: مادر مایکل. «مدی» یک بازنشسته و یک سیگاری قهار است. او در زمان‌هایی که دو پسرش نیاز به کمک دارند از آن‌ها پشتیبانی می‌کند و بعضی اوقات نیز مایکل را در کمک به مشتریانش همراهی می‌کند.
- کوبی بل در نقش جسی پورتر: یک مأمور سازمان ضد جاسوسی آمریکا که مایکل در هنگام دریافت اطلاعات یک تروریست از کد او استفاده کرده و به صورت تصادفی باعث مهره سوخته شدن او می‌شود. او برای کمک به مایکل مراجعه می‌کند به این امید که عاملان این قضیه را شناسایی کرده و به قتل برساند و به همین ترتیب به تیم مایکل اضافه می‌شود. وقتی او می‌فهمد که مایکل باعث سوخته شدن او شده به فکر کشتن مایکل می‌افتد اما در آخر تصمیم به همکاری با تیم گرفته و بعد از مدتی به شغل سابق خود بازمی‌گردد و مشکلش با مایکل حل می‌شود. مدتی از بازگشتش به سازمان، از کار دولتی خسته شده و در یک شرکت امنیتی خصوصی استخدام می‌شود اما همچنان به عنوان یکی از اعضای تیم مایکل باقی می‌ماند.

## قسمت‌ها
| فصل       | زمان پخش | تعداد قسمت‌ها | قسمت اول      | قسمت اول                       | قسمت پایانی     | قسمت پایانی                       | فصل تلویزیونی | بیننده ها (به میلیون) |
| فصل       | زمان پخش | تعداد قسمت‌ها | تاریخ         | قسمت اول بیننده ها (به میلیون) | تاریخ           | قسمت پایانی بیننده ها (به میلیون) | فصل تلویزیونی | بیننده ها (به میلیون) |
| --------- | --- | ------------ | ------------- | ------------------------------ | --------------- | --------------------------------- | ------------- | --------------------- |
| فصل اول   | سه شنبه (۲۸ ژوئن ۲۰۰۷ – ۱۳ سپتامبر ۲۰۰۷) سه شنبه (۲۰ سپتامبر ۲۰۰۷)                                           | ۱۲           | ۲۸ ژوئن ۲۰۰۷  | ۴٫۰                            | ۲۰ سپتامبر ۲۰۰۷ | ۴٫۸                               | ۲۰۰۷          | اعلام نشده            |
| فصل دوم   | سه شنبه (۱۰ ژوئیه ۲۰۰۸ – ۵ مارس ۲۰۰۹)                                                                        | ۱۶           | ۱۰ ژوئیه ۲۰۰۸ | ۵٫۳۹                           | ۵ مارس ۲۰۰۹     | ۶٫۱                               | ۲۰۰۸–۲۰۰۹     | اعلام نشده            |
| فصل سوم   | سه شنبه (۴ ژوئن ۲۰۰۹ – ۶ اوت ۲۰۰۹) سه شنبه (۲۱ ژانویه ۲۰۱۰ – ۴ مارس ۲۰۱۰)                                    | ۱۶           | ۴ ژوئن ۲۰۰۹   | ۵٫۹۹                           | ۴ مارس ۲۰۱۰     | ۴٫۳۲                              | ۲۰۰۹–۲۰۱۰     | اعلام نشده            |
| فصل چهارم | سه شنبه (۳ ژوئن ۲۰۱۰ – ۲۶ اوت ۲۰۱۰) سه شنبه (۱۱ نوامبر ۲۰۱۰ – ۹ دسامبر ۲۰۱۰) سه شنبه۹:۰۰ pm (۱۶ دسامبر ۲۰۱۰) | ۱۸           | ۳ ژوئن ۲۰۱۰   | ۶٫۶۲                           | ۱۶ دسامبر ۲۰۱۰  | ۵٫۱۱                              | ۲۰۱۰          | ۶٫۶۹                  |
| فصل پنجم  | سه شنبه (۲۳ ژوئن ۲۰۱۱ – ۸ سپتامبر ۲۰۱۱) سه شنبه (۳ نوامبر ۲۰۱۱ – ۱۵ دسامبر ۲۰۱۱)                             | ۱۸           | ۲۳ ژوئن ۲۰۱۱  | ۵٫۱۷                           | ۱۵ دسامبر ۲۰۱۱  | ۲٫۸۹                              | ۲۰۱۱          | ۶٫۲۱                  |
| فصل ششم   | سه شنبه (۱۳ ژوئن ۲۰۱۲ – ۸ نوامبر ۲۰۱۲) سه شنبه (۱۵ نوامبر ۲۰۱۲ – ۱۳ دسامبر ۲۰۱۲) سه شنبه (۲۰ دسامبر ۲۰۱۲)    | ۱۸           | ۱۴ ژوئن ۲۰۱۲  | ۳٫۸۷                           | ۲۰ دسامبر ۲۰۱۲  | ۳٫۷۸                              | ۲۰۱۲          | اعلام نشده            |
| فصل هفتم  | سه شنبه (۶ ژوئن ۲۰۱۳ -                                                                                       | ۱۳           | ۶ ژوئن ۲۰۱۳   | ۴٫۳۲                           |                 |                                   | ۲۰۱۳          | اعلام نشده            |

### فصل اول
فصل اول شامل ۱۲ قسمت است. در این فصل مایکل به دنبال پیدا کردن مردی است که او را سوزانده. در این فصل دوست دختر سابق مایکل به نام فیونا، یک مأمور سابق نیروی دریایی و بهترین دوست مایکل به نام سم و همچنین مادر مایکل به نام مدلین، معرفی می‌شوند. در این سریال مأموران اف‌بی‌آی به نام‌های هریس و لین را نیز خواهیم دید که در نهایت کنار رفته و جای آن‌ها را مأموری به نام «جیسون بلی» می‌گیرد. در پایان فصل اول مایکل هویت فردی که او را سوزانده پیدا می‌کند که فردی به نام «فیلیپ کوان» است و زمانی که می‌خواهد با او ملاقات کند، فیلیپ کشته می‌شود. در پایان قسمت آخر مایکل تماسی از یک زن مرموز دریافت می‌کند.

### فصل دوم
فصل دوم شامل ۱۶ قسمت است. مایکل به دنبال اطلاعات بیشتر در مورد زن مرموزی است که در قسمت آخر فصل قبل با او تماس گرفته بود و پس از ملاقات با او مشخص می‌شود که زنی به نام «کارلا» است. مدلین (مادر مایکل) نیز تلاش می‌کند بیشتر در مورد زندگی مخفی مایکل بداند. در پایان فصل دوم فیونا، کارلا را می‌کشد و مایکل می‌تواند «مدیریت» را ملاقات کند که یک گروه اطلاعاتی و نظامی را رهبری می‌کند. مایکل به مدیریت اعلام می‌کند که نمی‌خواهد کاری با آن‌ها داشته باشد و از هلیکوپتر خود را به دریا می‌اندازد که به پایان رابطه آن‌ها انجامیده و مدیریت دیگر از او حفاظت نخواهد کرد.

### فصل سوم
فصل سوم شامل ۱۶ قسمت است. این فصل با شنا کردن مایکل از دریا به سمت میامی شروع می‌شود جایی که او پلیسی به نام میشل پکسون را ملاقات می‌کند که سعی در گیر انداختن مایکل دارد. زمانی که مایکل او را متقاعد می‌کند و مشکلش حل می‌شود سر و کله استیکلر پیدا می‌شود که به مایکل برای بازگشت به سازمان کمک می‌کند اما زمانی که استیکلر قصد جان فیونا را می‌کند، مایکل او را می‌کشد. در پایان مایکل با یک زندانی به نام سایمون اسچر آشنا می‌شود و درگیری‌هایی پیش می‌آید در آخر مایکل دستگیر شده و به یک اتاق مرموز انتقال داده می‌شود.

### فصل چهارم
فصل چهارم شامل ۱۸ قسمت است. مایکل شروع با کار با افرادی می‌کند که او را سوزانده بودند. مانند فصل‌های قبل این فصل نیز از آخرین اتفاق قسمت قبل شروع می‌شود. مایکل همچنان در زندان است و با یکی از رده بالاهای مدیریت به نام وان ملاقات می‌کند که نقش رابط مایکل را دارد. طی همکاری مایکل با مدیریت، او به‌طور اتفاقی مأموری دیگر به نام جسی پورتر را نیز تبدیل به مهره سوخته می‌کند. مایکل سرانجام دوباره سایمون را ملاقات می‌کند که او را به سمت یک جان بارت و نوار مغناطیسی هدایت می‌کند. مایکل یک کتاب مقدس کد شده را پیدا می‌کند که اسامی تمامی افرادی که او را سوزانده بودند در آنجا نوشته شده است. جسی به زودی می‌فهمد که کسی که او را سوزانده مایکل بوده و بین او و مایکل مشکل ایجاد می‌شود. مایکل در یک درگیری برای نجات جان خود بارت را می‌کشد اما کتاب مقدس کد شده را از دست می‌دهد. سرانجام سم و جسی پس از پیدا کردن لیست تصمیم می‌گیرند که آن را به رئیس سابق جسی به نام مارو دهند اما مارو توسط فردی به نام تایلور برنان که یکی از دشمنان مایکل است، کشته می‌شود. برنان تصمیم به استخدام یکی دیگر از دشمنان مایکل به نام لری سیزمور می‌گیرد تا کشتن افراد لیست کمک کند اما لری برنان را کشته و مایکل نیز به وان خیانت می‌کند. وان به میامی برگشته تا مایکل، فیونا و جسی را بکشد. اما سم و مدلین شخصی به نام جان دومان را پیدا می‌کنند که می‌تواند به آن‌ها کمک کند. در پایان مایکل به واشینگتن دی سی فرا خوانده می‌شود و مردی ناشناخته به او خوشامد می‌گوید.

### فصل پنجم
فصل پنجم شامل ۱۸ قسمت است و از ۶ ماه بعد از موفقیت مایکل برای عضویت دوباره در سیا شروع می‌شود. مایکل اکنون به عنوان مشاور در سیا فعالیت می‌کند. مردی که در پایان قسمت قبلی به او خوشامد گفته بود به عنوان مکس معرفی شده که به همراه مایکل در حال دستگیری افراد لیست هستند و در آخر هنگام دستگیری نفر آخر لیست او را مرده پیدا می‌کنند و بسیاری از سوالات مایکل بدون جواب می‌ماند. مایکل به کار با مکس ادامه می‌دهد تا زمانی که مکس به قتل می‌رسد و قضیه را طوری جلوه می‌دهند که مایکل را قاتل معرفی کنند. مأمور دیگری به نام دنی پیرس جایگزین مکس می‌شود و به دنبال قاتل مکس می‌گردد. قاتل اصلی به نام انسون فولرتون که مایکل را سوزانده با مایکل رو در رو می‌شود و از مایکل به خاطر فیونا اخاذی می‌کند. پس از اینکه مایکل و تیمش بدون اطلاع انسون مأموریت‌های خطرناکی را انجام می‌دهند، فیونا خود را تسلیم می‌کند تا انسون نتواند از مایکل اخاذی کند.

### فصل ششم
فصل ششم شامل ۱۸ قسمت است که با دستگیری فیونا آغاز می‌شود. مایکل برای یک مأمور سیا به نام تام کارد که قبلاً او را آموزش داده و مربی مایکل بوده کار می‌کند تا شرایط را برای آزادی فیونا فراهم سازد. او همچنین با پیرس همکاری می‌کند تا انسون را دستگیر کند. بالاخره مایکل و گروهش با کمک نیت (برادر مایکل) انسون را دستگیر می‌کنند اما تا رسیدن مأموران سیا، با شلیک گلوله‌ای از طرف یک تک تیرانداز، انسون و نیت کشته می‌شوند. فیونا از زندان آزاد شده و به مایکل برای دستگیری فردی که برادرش را کشته کمک می‌کند. آن‌ها در آخر قاتل را به نام تایلر گری پیدا می‌کنند و کارد آن‌ها را برای گرفتن گری به پاناما می‌فرستد. مایکل، گری را دستگیر کرده اما متوجه می‌شود که کارد، گری را برای کشتن انسون استخدام کرده بوده و برای کشتن مایکل و گروهش برنامه‌ریزی کرده است. آن‌ها از پاناما فرار کرده و مایکل تام کارد را می‌کشد و این کار او باعث می‌شود که تمام اعضای گروه او حتی مادرش مدی نیز تحت تعقیب سیا قرار گیرند. سیا برای اینکار یک مأمور کارکشته به نام اولویا رایلی را انتخاب کرده است. آن‌ها به دنبال فرار کردن هستند تا اینکه می‌فهمند که رایلی برای دستگیری آن‌ها با کارتل مواد مخدر معامله کرده و این کار باعث می‌شود که مایکل با جیسون بلی برای کمک تماس بگیرد، اما مأموریت آن‌ها ناموفق بوده و بلی کشته می‌شود. در پایان مایکل رایلی را در یک قایق گیر انداخته و او را وادار به اعتراف می‌کند. سم، فیونا، جسی و مدلین پس از یک ماه زندانی بودن آزاد می‌شوند و به این نکته پی می‌برند که مایکل برای آزادی آن‌ها با سیا معامله‌ای کرده است. فیونا احساس می‌کند که به او خیانت شده زیرا مایکل قولی که به او داده بوده را شکسته است و از مایکل می‌خواهد که او را ترک کند.

### فصل هفتم
فصل هفتم و آخر سریال شامل ۱۳ قسمت است.

## تولید
این مجموعه تلویزیونی در میامی (فلوریدا) فیلمبرداری شده است. در آگوست ۲۰۱۲، کمیسیون شهر میامی و تهیه‌کنندگان مهره سوخته در مورد یکسال فیلمبرداری بیشتر برای فصل هفتم به توافق رسیدند که بر این اساس تهیه‌کنندگان می‌بایست مبلغ بیشتری برای اجاره محل‌های فیلمبرداری پرداخت کنند.

## جوایز
دیوید رینز، اسکات کلمنتس و شری کلین نامزد «بهترین میکس صدا برای سریال‌های درام و کمدی» در ۶۶مین مراسم جایزه امی در سال ۲۰۱۱ شدند.

داستان مهره سوخته نوشته مت نیکس برنده جایزه جایزه ادگار آلن پو در سال ۲۰۰۸ در زمینه بهترین داستان معمایی شد.

دیوید رینز، اسکات کلمنتس و شری کلین نامزد «بهترین میکس صدا برای سریال‌های درام و کمدی» در ۶۰مین مراسم جایزه امی در سال ۲۰۰۸ شدند.

در سال ۲۰۱۰ این سریال اولین نامزدی جایزه برای بازیگری در جایزه امی توسط شارون گلس به عنوان بهترین بازیگر زن مکمل دریافت کرد.

## پخش جهانی
مهره سوخته در بسیاری از شبکه‌های تلویزیونی سراسر دنیا پخش می‌شود که در زیر لیست آن‌ها آورده شده است:
- آرژانتین: اف ایکس آمریکا، تلفی (با عنوان مأموریت میامی)
- استرالیا: نتورک تن، وان اچ دی، دبلیو
- دنیای عرب: او اس ان فیرست، ام بی سی اکشن
- برزیل: فاکس برزیل، رده بندیرنتس
- بلژیک: تو بی ئی، شبکه یک آر تی ال
- بلغارستان: بی تی وی اکشن (با عنوان خارج از بازی)
- بنگلادش: استار ورلد
- کانادا: شوکیس، سوپر چنل، سریز+ (با عنوان مأمور آزاد)
- چین: سی سی تی وی ۸
- شیلی: اف ایکس لاتین آمریکا
- کلمبیا: اف ایکس لاتین آمریکا، تلویزیون آر سی ان
- کاستاریکا: اف ایکس لاتین آمریکا
- کرواسی: فاکس کرایم
- جمهوری چک: پریما کول
- دانمارک: تی وی ۳
- اکوادور: تلمازوناس
- استونی: تی وی ۳
- فنلاند: ام تی وی ۳
- فرانسه: دبلیو ۹
- ایران:فارسی وان
- آلمان: واکس
- یونان: نوا سینما
- هندوراس: اف ایکس
- هنگ کنگ: فاکس آسیا
- مجارستان: آر تی ال کلاب[۳۱]
- ایسلند: استو ۲
- هند: اف ایکس، فاکس کرایم، استار ورلد
- اندونزی: سیندو تی وی، فاکس
- جمهوری ایرلند: فاکس ایرلند
- اسرائیل: یس استارز اکشن
- ایتالیا: فاکس ایتالیا
- ژاپن: فاکس کرایم، نیپون نتورک
- لتونی: تی وی ۳، تی وی ۶
- لیتوانی: تی وی ۳
- مالزی: فاکس آسیا، تی وی ۸
- مکزیک: فاکس لاتین آمریکا، اف ایکس لاتین آمریکا
- هلند: آر تی ال ۵
- نیوزیلند: تی وی ۳
- نیجریه: شبکه‌ام نت
- نروژ: ویاست ۴
- پاکستان: ام بی سی اکشن، اف ایکس، استار ورلد
- پاناما: تی وی مکس
- پرو: اف ایکس لاتین آمریکا، کانال ۲۲
- فیلیپین: فاکس آسیا، جک تی وی، سولار تی وی
- لهستان: ای ایکس ان، تی وی پلاس
- پرتغال: فاکس پرتغال
- پورتوریکو: واپا تی وی
- روسیه: تی وی ۳ روسیه
- صربستان: فاکس کرایم، صدای و سیمای صربستان
- اسلوونی: پاپ تی وی
- سنگاپور: فاکس، مدیا کورپ ۵
- آفریقای جنوبی: شبکه اکشن ام-نت[۳۲]
- کره جنوبی: فاکس آسیا
- اسپانیا: فاکس اسپانیا، اف دی اف، کوآترو
- سری‌لانکا: استار ورلد
- سوئد: تی وی ۶
- سوئیس: آر تی اس، آر اس آی ۱
- تایلند: فاکس تایلند
- ترکیه: اف ایکس ترکیه
- بریتانیا: فاکس، شبکه ۵
- ونزوئلا: اف ایکس لاتین آمریکا، تلون

## انتشار دی وی دی
شرکت فاکس قرن بیستم ۵ فصل اول سریال مهره سوخته را روی دی وی دی برای منطقه یک منتشر کرده است. همچنین فصل دوم بر روی بلو-ری نیز قابل دسترس است.
| نام دی‌وی‌دی  | تعداد قسمت‌ها | تاریخ عرضه    | اطلاعات بیشتر                                                                                          |
| ----------- | ------------ | ------------- | --- |
| فصل اول     | ۱۲           | ۱۷ ژوئن ۲۰۰۸  | - تفسیر صوتی - مونتاژ کاراکترها - مونتاژهای صحنه‌های اکشن                                               |
| فصل دوم     | ۱۶           | ۱۶ ژوئن ۲۰۰۹  | - تفسیر صوتی - صحنه‌های حذف شده - فیلم‌های پشت صحنه                                                      |
| فصل سوم     | ۱۶           | ۱ ژوئن ۲۰۱۰   | - صحنه‌های بدل‌کاری - کامیک کان بین‌المللی سن دیگو ۲۰۰۹                                                   |
| فصل چهارم   | ۱۸           | ۷ ژوئن ۲۰۱۱   | - صحنه‌های بدل‌کاری - رقابت در اتاق نویسندگان - توصیه‌های سم اکس به خانمها - داستان یقه سفید              |
| سقوط سم اکس | فیلم         | ۲۶ ژوئیه ۲۰۱۱ | - پخش صحنه‌های بیشتر که در تلویزیون پخش نشده‌اند - سقوط جفری داناوان - تفسیر صوتی فیلم - صحنه‌های حذف شده |
| فصل پنجم    | ۱۸           | ۵ ژوئن ۲۰۱۲   | - صحنه‌های حذف شده - مسائل پشت صحنه - تفسیر بعضی از قسمتها                                              |
| فصل ششم     | ۱۸           | ۱۱ ژوئن ۲۰۱۳  | |